# Hamadríada

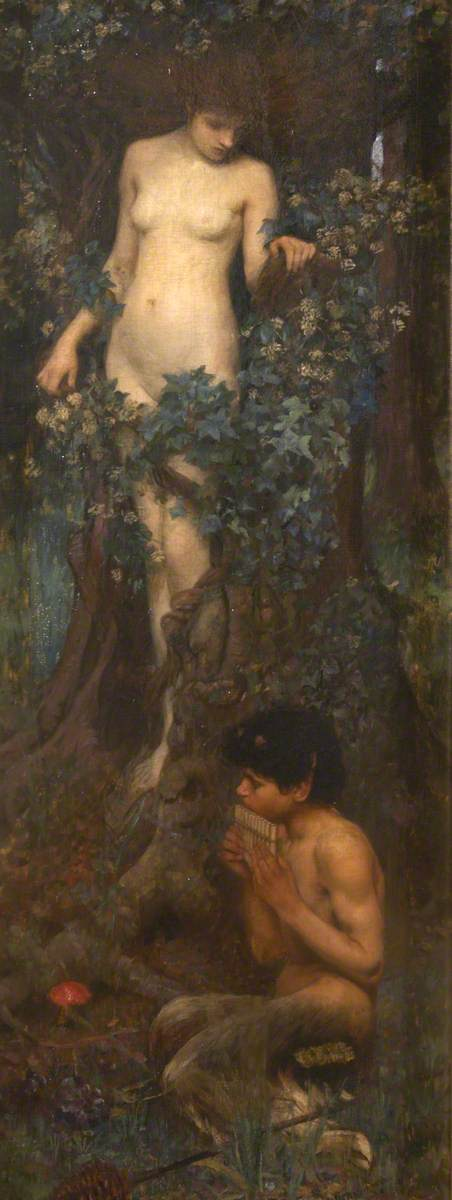
J. W.Waterhouse - A Hamadryad (1895)

Les hamadríades (en grec Ἁμαδρυάδες, Hamadriádes) són nimfes dels boscos de la mitologia grega que viuen als arbres. Eren considerades com éssers mediadors entre els mortals i els immortals. Són una espècie específica de dríades, personatges pertanyents al grup de les nimfes. El seu pare és Òxil i la seva mare Hamadrias, germana d'Òxil, ambdós habitants del riu Esperqueu i dels monts Othrys i Oeta a Mèlida.
Les hamadríades neixen lligades a un determinat arbre. Són uns éssers intermediaris entre els mortals i els immortals i viuen molt de temps. Si el seu arbre moria, l'hamadríada associada amb ell també moria. Per aquesta raó, les dríades i els déus castigaven qualsevol mortal que fes mal als arbres.
El Sopar dels erudits (Deipnosophistaí) d'Ateneu de Nàucratis enumera vuit hamadríades:
- Karya (arbres de "nous": avellaner, noguera, castanyer) (Corylus avellana, Juglans regia, Castanea vesca).
- Balanos (arbres de "glans": alzina…) (Quercus ilex, Quercus aegilops).
- Kraneia (corneller mascle) (Cornus mas).
- Morea (morera negra) (Morus nigra).
- Aigeiros (pollancre) (Populus nigra).
- Ptelea (oma) (Ulmus glabra).
- Ampelos (vinya) (Vitis silvestris, Bryonia creticus, Tamus communis, Fucus volubilis).
- Syke (figuera) (Ficus carica).

Cal·límac a l'Himne a Delos, presenta una nimfa d'una alzina, angoixada pel seu arbre, que acaba de rebre l'impacte d'un llamp. Les nimfes -diu- estan contentes quan l'aigua del cel rega les alzines; estan de dol quan aquestes perden el fullatge.
Certes llegendes han conservat el record d'hamadríades que van pregar a determinats herois que salvessin el seu arbre com "Reco" i "Crisopelia". Altres recorden el càstig que van rebre els homes per haver tallat un arbre sense atendre els precs d'aquestes, com Erisícton o Parebi.

## Hamadríades
- Sangaris va ser una hamadríada estimada per Atis.
- Atlàntia va ser una de les esposes de Dànau.